# Farman III
 (avril 2025).
Dimensions
Le Farman III est un avion français monomoteur conçu par Henri Farman en 1909 et constitue le premier des avions Farman entièrement réalisé par les frères Farman.

## Historique

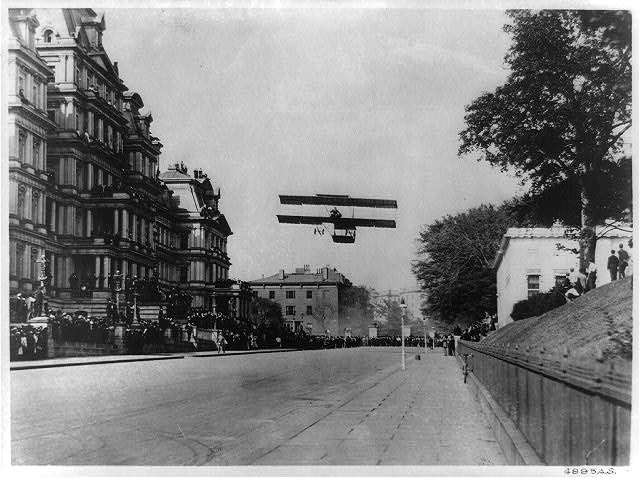
Claude Grahame-White faisant un vol sur Farman III le 14 octobre 1910 sur W. Executive Avenue à Washington D.C..

Après les premières réalisations faites avec les frères Voisin pour créer le Voisin-Farman I en 1907 puis son évolution II de 1908 dont le dessin ne fut pas concluant, Henri Farman décide alors de concevoir avec son frère Maurice Farman son premier avion entièrement sous son nom en 1909.
Il s'agit d'un biplan à moteur unique central Vivinus à 4 cylindres en ligne de 37 kW, et ailerons sur chacune des quatre ailes. Le premier vol a lieu en avril 1909. Le moteur est changé rapidement pour un Gnome 7 cylindres rotatifs. Cet avion est considéré comme ayant été décisif pour l'adoption des ailerons arrière permettant une réelle capacité de vol et l'utilisation de roues à la place de patins, idée prise aux frères Wright qui en retour adopteront le dessin des ailerons Farman.
En 1909, cet avion établit deux records du monde de distance parcourue avec 180 km en 3 heures 5 minutes à Reims le 27 août 1909 puis 232 km en 4 heures, 17 minutes et 53 secondes à Mourmelon le 3 novembre 1909 battant également le record de durée de vol.